# Pseudostheneboea minor
Pseudostheneboea minor är en insektsart som beskrevs av Carl 1913. Pseudostheneboea minor ingår i släktet Pseudostheneboea och familjen Phasmatidae. Inga underarter finns listade i Catalogue of Life.